# Gara Armeniș
Gara Armeniș este o stație de cale ferată care deservește comuna Armeniș, județul Caraș-Severin, România.